# Senki fia
A Senki fia (eredeti cím: The Son of No One) 2011-ben bemutatott amerikai bűnügyi thriller, melyet Dito Montiel írt és rendezett. A főszereplők Channing Tatum, Tracy Morgan, Al Pacino és Katie Holmes. Ez volt a harmadik közös együttműködése Tatumnak és a rendezőnek.
Az Amerikai Egyesült Államokban 2011. január 28-án mutatták be, Magyarországon kizárólag DVD-n adták ki. A film többnyire negatív véleményeket kapott a kritikusoktól. A Rotten Tomatoeson a Senki fia 16%-os minősítést kapott, 37 értékelés alapján.

## Cselekmény
16 évvel ezelőtt a két jó barát, Jonathan White (Channing Tatum) és Vincent Carter (Tracy Morgan) brutális gyilkosságot követtek el és megesküdtek, hogy az eset örökre kettejük között marad. Jonathan rendőri pályafutása mellett boldogan él gyönyörű feleségével és gyermekével, azonban a cimborája, Vincent teljesen már útra tévedt. White-ot pont annak a környéknek a vezetőjévé választják, ahol gyerekkorában rengeteget járt és felnőtt, ám a rég eltitkolt titok újra fenyegetővé válik a férfi számára és könnyedén tönkreteheti az életét.

## Szereplők
| Színész          | Szerep                    | Magyar hang        |
| ---------------- | ------------------------- | ------------------ |
| Channing Tatum   | Jonathan White            | Czető Roland       |
| Tracy Morgan     | Vincent Carter ("Vinnie") | Seszták Szabolcs   |
| Katie Holmes     | Kerry White               | Bogdányi Titanilla |
| Juliette Binoche | Loren Bridges             | Kisfalvi Krisztina |
| Al Pacino        | Stanford nyomozó          | Csuja Imre         |
| Ray Liotta       | Marion Mathers kapitány   | Berzsenyi Zoltán   |

További magyar hangok: Szvetlov Balázs, Baráth István, Bertalan Ágnes, Berzsenyi Márton, Előd Botond, Boldog Gábor, Zámbori Soma, Szokol Péter, Rosta Sándor, Pálmai Szabolcs, Koller Virág, Laudon Andrea, Jantyik Csaba, Kassai Ilona, Farkasinszky Edit

## Díjak
| Díj                | Kategória                                   | Jelölt        | Eredmény |
| ------------------ | ------------------------------------------- | ------------- | -------- |
| Young Artist Award | Legjobb fiatal férfi főszereplő mozifilmben | Brian Gilbert | Jelölve  |

## Fordítás
- Ez a szócikk részben vagy egészben  a   The Son of No One című angol Wikipédia-szócikk fordításán alapul.  Az eredeti cikk szerkesztőit annak laptörténete sorolja fel. Ez a jelzés csupán a megfogalmazás eredetét és a szerzői jogokat jelzi, nem szolgál a cikkben szereplő információk forrásmegjelöléseként.